# Rusty Wailes
Richard "Rusty" Donald Wailes (født 21. marts 1936 i Seattle, Washington, død 11. oktober 2002 smst.) var en amerikansk roer og dobbelt olympisk guldvinder.

## Sportskarriere
Wailes studerede på Yale University og roede her som en del af universitetets otter, der repræsenterede USA ved OL 1956 i Melbourne. Her var amerikanerne favoritter, da amerikanske ottere havde vundet guld ved alle de olympiske lege, de havde stillet op i. I indledende runde blev de dog kun nummer tre og måtte i opsamlingsheat, som de så vandt sikkert, og i semifinalen vandt de også, inden de i finalen først gik i spidsen lidt efter midtvejspunktet i løbet. Ulig finalerne i tidligere lege lykkedes det ikke amerikanerne at trække afgørende fra mod slutningen, og selv om  de vandt, var canadierne blot et par sekunder efter på andenpladsen, mens australierne fik bronze, yderligere et par sekunder bagud. Besætningen i den amerikanske båd bestod ud over Wailes af David Wight, John Cooke, Don Beer, Charles Grimes, Tom Charlton, Bob Morey, Caldwell Esselstyn og styrmand William Becklean. Der deltog i alt 10 både i konkurrencen.
I både 1957 og 1958 var han med til at vinde Eastern Sprints og den traditionsrige dyst Harvard University for Yale. I 1959 roede han for Lake Washington Rowing Club, og her roede han firer uden styrmand sammen med Ted Nash, John Sayre og Jay Hill. Denne båd vandt guld ved de panamerikanske lege.
Ved OL 1960 i Rom var denne båd også med i firer uden styrmand, hvor Arthur Ayrault dog havde erstattet Hill. Her måtte amerikanerne ud i opsamlingsheat efter at være blevet nummer to i indledende heat efter Storbritannien, men med sejr i deres opsamlingsheat, kvalificerede de sig til finalen, der blev et ganske tæt løb, hvor der kun var 3,5 sekunder mellem vinderne og bronzemedaljetagerne. Amerikanerne sikrede sig guldet foran Italien og Sovjetunionen. Wailes blev dermed en af en lille gruppe amerikanske roere, der har vundet to olympiske guldmedaljer.

## OL-medaljer
- 1956:  Guld i otter
- 1960:  Guld i firer uden styrmand